# Alex Kirsch
Pour les articles homonymes, voir Kirsch (homonymie).
Alex Kirsch, né le 12 juin 1992 à Luxembourg, est un coureur cycliste luxembourgeois membre de l'équipe Lidl-Trek.

## Biographie
Alex Kirsch naît le 12 juin 1992 à Luxembourg au Luxembourg.
En 2011, il court pour l'UC Dippach.
Membre depuis 2012 de l'équipe Leopard-Trek Continental, devenue Leopard Development en 2014, il a été choisi pour être stagiaire dans l'équipe Trek Factory Racing à partir d'août 2014 et pour une durée de six mois. Ayant appris la nouvelle, il déclare « Je suis à la fois très heureux et très surpris lorsque l'on m'a contacté. Je n'étais pas préparé à une telle annonce, mais je suis impatient d'y être ! ». Sa première course est le Tour de l'Utah, où son rôle consiste essentiellement à aider les leaders.
Mi-septembre 2014, Alex Kirsch officialise sa venue pour 2015 dans l'équipe Cult Energy, il y a signé un contrat pour deux saisons. Christian Weyland, manager de l'équipe, déclare dans un communiqué de presse « Nous sommes très heureux de la signature d'Alex Kirsch. C'est un bon coureur luxembourgeois. Il a été formé par Bernard Baldinger dans l'équipe nationale luxembourgeoise. Il a un bon développement et a réalisé de grands résultats dans la structure Leopard ». Alex Kirsch déclare quant à lui « Je suis très heureux. C'est comme un rêve devenu réalité. L'équipe est connue pour son sérieux et sa capacité à développer des talents. Je crois que le mélange de coureurs expérimentés et de jeunes sera bénéfique pour mon développement. Je suis déjà impatient d'aider les dirigeants partout où je pourrais. Mon objectif principal est d'aider l'équipe ! ». Après Linus Gerdemann et Michael Carbel Svendgaard, il est la troisième recrue de l'équipe.
Au mois d'août 2017 il termine neuvième du Grand Prix de la ville de Zottegem.
En septembre 2018, il s'engage pour les deux années suivantes avec l'équipe Trek-Segafredo. Selon le manager de celle-ci, Luca Guercilena, il est notamment attendu pour renforcer l'équipe sur les classiques.
En 2020, il se classe deuxième du championnat du Luxembourg du contre-la-montre derrière Bob Jungels et quatorzième de la Bretagne Classic.

Portraits
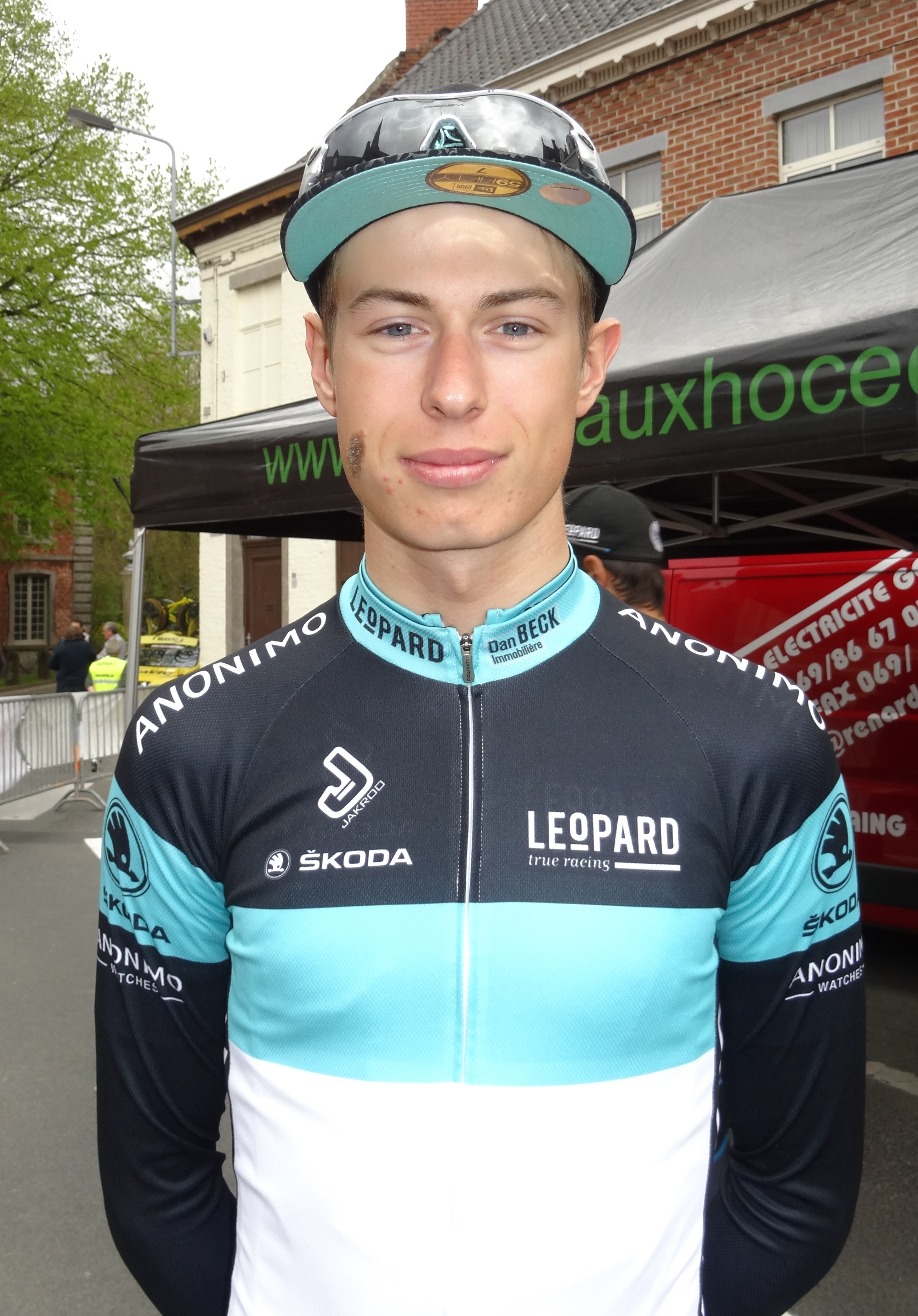
Alex Kirsch lors du départ de la 3e étape du Triptyque des Monts et Châteaux 2014 à Belœil.
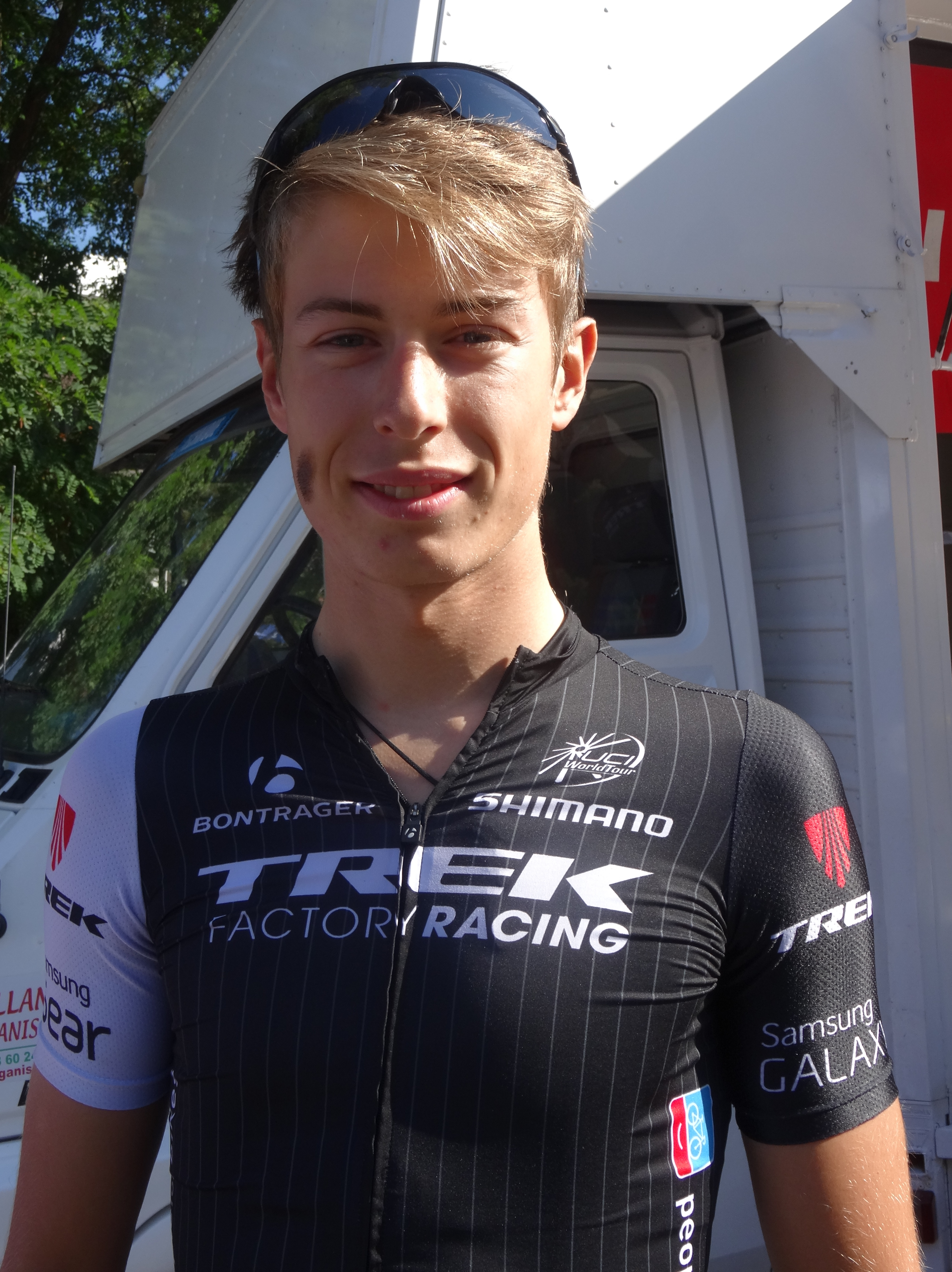
Alex Kirsch, stagiaire chez Trek Factory Racing, lors du départ du Grand Prix de Wallonie 2014 à Chaudfontaine.
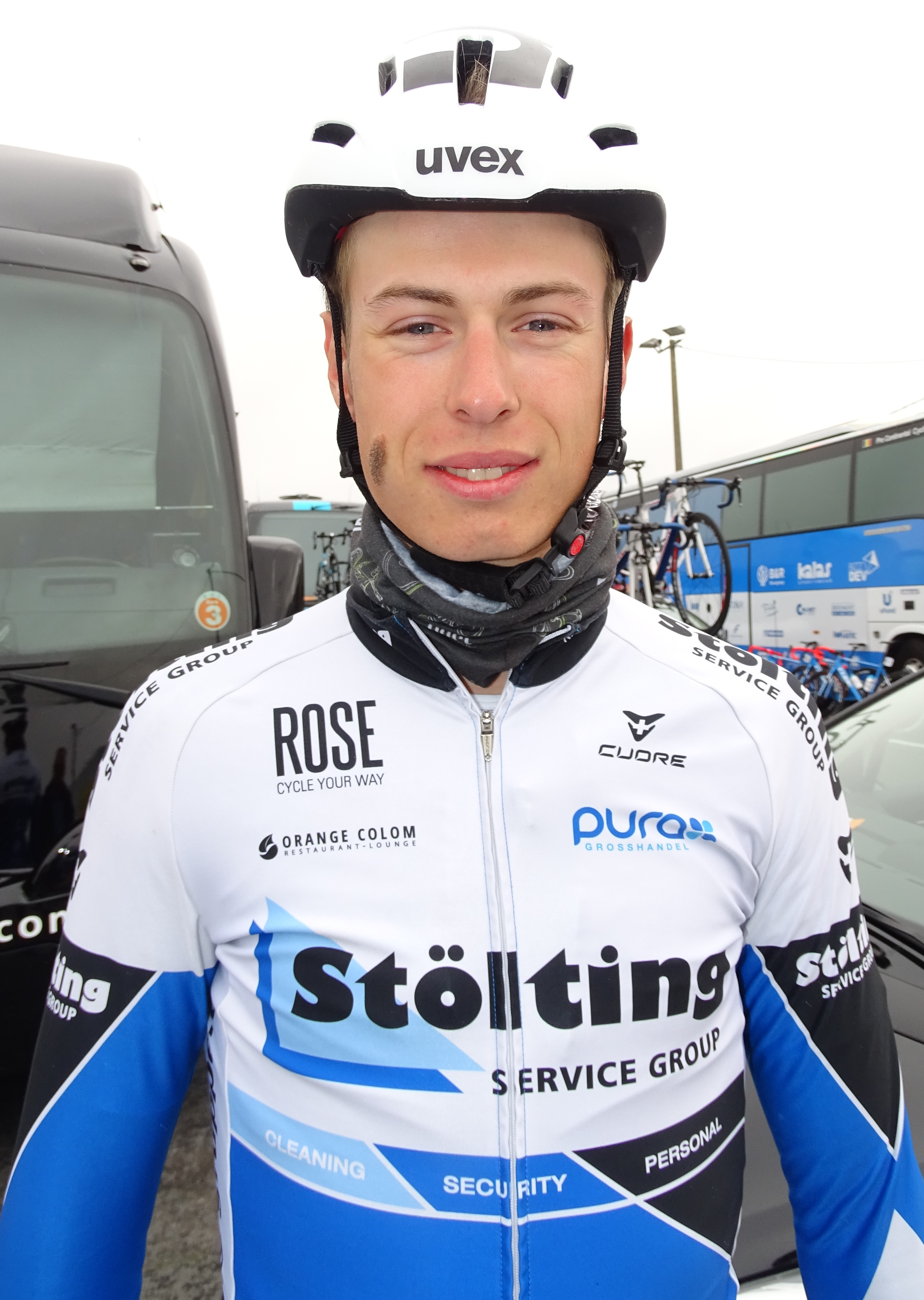
Alex Kirsch lors du départ de la Handzame Classic 2016 à Bredene.

## Palmarès et classements mondiaux

### Palmarès sur route

#### Par années
| - 2004 - Champion du Luxembourg sur route minimes - 2006 - 3e du championnat du Luxembourg sur route cadets - 2008 - Champion du Luxembourg sur route débutants - 2009 - 3e du championnat du Luxembourg du contre-la-montre juniors - 3e du championnat du Luxembourg sur route juniors - 2010 - 2e du championnat du Luxembourg du contre-la-montre juniors - 2e du championnat du Luxembourg sur route juniors - 2012 - Champion du Luxembourg sur route espoirs - 2013 - Champion du Luxembourg sur route espoirs - Champion du Luxembourg du contre-la-montre espoirs - 1re étape du Czech Cycling Tour (contre-la-montre par équipes) - 2e du contre-la-montre des Jeux des petits États d'Europe - 2014 - Champion du Luxembourg sur route espoirs - Champion du Luxembourg du contre-la-montre espoirs - 3e du championnat du Luxembourg du contre-la-montre - 3e du Triptyque des Monts et Châteaux - 2016 - 2e du championnat du Luxembourg sur route - 3e du championnat du Luxembourg du contre-la-montre - 3e du Tour de Luxembourg | - 2017 - 2e du Samyn - 2e du championnat du Luxembourg sur route - 3e du championnat du Luxembourg du contre-la-montre - 2018 - 2e du championnat du Luxembourg du contre-la-montre - 2e du championnat du Luxembourg sur route - 2020 - 2e du championnat du Luxembourg du contre-la-montre - 2021 - 3e du championnat du Luxembourg du contre-la-montre - 2023 - Champion du Luxembourg sur route - Champion du Luxembourg du contre-la-montre - 2024 - 3e du Tour de Wallonie - 10e de l'E3 Saxo Bank Classic - 10e du championnat d'Europe sur route - 2025 - 2e de la course en ligne des Jeux des petits États d'Europe - 2e du contre-la-montre des Jeux des petits États d'Europe - 2e du championnat du Luxembourg contre-la-montre |  |

#### Résultats sur les grands tours

##### Tour de France
2 participations
- 2022 : abandon (6e étape)
- 2023 : 115e

##### Tour d'Italie
1 participation
- 2023 : 97e

##### Tour d'Espagne
3 participations
- 2019 : 125e
- 2021 : 120e
- 2022 : 119e

#### Classements mondiaux
| Année                                 | 2012 | 2013  | 2014 | 2015  | 2016 | 2017 | 2018 | 2019  | 2020 | 2021 | 2022 | 2023 | 2024 |
| ------------------------------------- | ---- | ----- | ---- | ----- | ---- | ---- | ---- | ----- | ---- | ---- | ---- | ---- | ---- |
| Classement mondial                    |      |       |      |       | 313e | 266e | 330e | 1383e | 272e | 687e | 819e | 247e | 278e |
| UCI Europe Tour                       | 678e | 1014e | 259e | 1056e | 144e | 137e | 184e | 946e  | 222e | 545e | 617e | nc   | nc   |
| UCI Asia Tour                         | nc   | 212e  | nc   | nc    | nc   | nc   | nc   |       |      |      |      |      |      |
|                                       |      |       |      |       |      |      |      |       |      |      |      |      |      |
| Légende : nc = non classéSource : UCI |      |       |      |       |      |      |      |       |      |      |      |      |      |

### Palmarès en cyclo-cross
- 2006-2007[1]
  - 3e du championnat du Luxembourg de cyclo-cross débutants
- 2007-2008
  - 3e du championnat du Luxembourg de cyclo-cross débutants
- 2008-2009
  - 3e du championnat du Luxembourg de cyclo-cross juniors